# Manicina areolata
Manicina areolata es la única especie de coral del género Manicina , familia Mussidae, orden Scleractinia. 
Este género incluye alrededor de 10 especies, pero la única existente hoy día es M. areolata. Durante el Mioceno y el Plioceno existieron el resto de las especies, hasta que, hace 1 millón de años aproximadamente, desaparecieron la mitad de las especies de corales del Caribe, y Manicina fue un género muy afectado.
Es una especie ampliamente distribuida y común en su rango geográfico, el Atlántico oeste tropical, y con poblaciones estables. Es un coral hermatípico, tras la muerte del coral, su esqueleto contribuye a la construcción de arrecifes en la naturaleza.

## Morfología
Las colonias pueden ser libres o fijadas al sustrato, especialmente de pequeñas se adhieren a granos de sedimento, conchas de moluscos o algas. La forma de las colonias jóvenes es oval, y conforman su superficie con un valle central axial, del que salen algunos valles cortos laterales. Las colonias más grandes son hemisféricas y meandroides. La parte inferior del corallum, o esqueleto colonial, es en forma de cono.
Los septos se distribuyen en más de 3 ciclos completos, de 12 a 24  por centímetro. Tanto los septos como los costa son de grosor diferente y los principales tienen largos lóbulos paliformes. La columnela es esponjosa y larga.
Las colonias son pequeñas y, normalmente, de menos de 10 cm de diámetro. Sin embargo, sus valles son anchos, entre 10 y 15 mm.
El color de los pólipos normalmente es de un tono uniforme marrón anaranjado pálido, aunque puede ser en variedades de verde, marrón o gris, en ocasiones con diferentes tonalidades entre valles y crestas. 

## Hábitat y comportamiento
Localizados en zonas tropicales, a una latitud situada entre 34ºN y 34ºS, en zonas cercanas a las costas. Viven tanto en los arrecifes resguardados, como en los exteriores, pero siempre con fondos blandos, de escombro o arenosos, frecuente en lechos de algas submareales, y en manglares. Cuando las colonias son pequeñas y libres ocurren entre algas y fondos blandos, al crecer y hacerse hemisféricas y ancladas prefieren laderas del arrecife.
Las colonias libres tienen la capacidad de recuperar su posición en el sustrato, cuando las mareas, tormentas u otro animal les vuelve con los pólipos hacia el fondo. Posición en la que morirían por falta de luz y asfixiadas por el sedimento. Entonces llenan su estómago con agua marina hasta hincharse, y a continuación expulsan el agua alternativamente por un lado  y otro de la colonia. Esto provoca que la colonia se meza de atrás hacia adelante, hasta que supera el centro de gravedad, y, rápidamente se da la vuelta, recuperando su posición natural. El proceso dura algunas horas.
Habita entre 1 y 60 m de profundidad, mayoritariamente se encuentra entre 1 y 10 m, pero se reportan localizaciones hasta los 96,5 metros de profundidad, y en un rango de temperatura entre 23.25 y 28.04 °C.
Suele ocurrir junto a colonias de vida libre de especies como  Porites divaricata, Cladocora arbuscula, y  Oculina. 
Es predado por los gusanos Phragmatopoma lapidosa y Hermodice carunculata, los caracoles Coralliophila caribaea, Coralliophila aberrans y Calliostoma javanicum, los peces mariposa Chaetodon capistratus, Chaetodon sedentarius y Prognathodes aculeatus, el blénido Entomacrodus nigricans, el pez damisela Microspathodon chrysurus o el erizo de mar Diadema antillarum.

## Distribución geográfica
Se distribuye en el océano Atlántico occidental, desde Florida, golfo de México, el Caribe, las Bahamas y Bermuda. Es especie nativa de Anguila; Antigua y Barbuda; Bahamas; Barbados; Belice; Bermuda; Bonaire, Sint Eustatius y Saba (Saba, Sint Eustatius); islas Caimán; Colombia; Costa Rica; Cuba; Curazao; Dominica; República Dominicana; Estados Unidos; Granada; Guadalupe; Haití; Honduras; Jamaica; México; Montserrat; Nicaragua; Panamá; Saint Barthélemy; San Kitts y Nevis; Santa Lucía; Saint Martin (parte francesa); San Vicente y las Granadinas; Sint Maarten (parte holandesa); Trinidad y Tobago; Turks y Caicos; Venezuela e islas Vírgenes Inglesas.

## Alimentación
Contienen algas simbióticas; mutualistas (ambos organismos se benefician de la relación), llamadas zooxantelas. Las algas realizan la fotosíntesis produciendo oxígeno y azúcares, que son aprovechados por los pólipos, y se alimentan de los catabolitos del coral (especialmente fósforo y nitrógeno). Esto les proporciona entre el 70 y el 95% de sus necesidades alimenticias. El resto lo obtienen atrapando del plancton pequeños invertebrados marinos con sus tentáculos, como copépodos de los géneros Acartia, Corycaeus, Oithona, Oncaea, Paracalanus o Undinula; tunicados del género Oikopleura, o anfípodos como Lestrigonus.

## Reproducción
Se reproducen asexualmente mediante gemación. Sexualmente son hermafroditas incubadores, lo que quiere decir que las colonias generan gametos masculinos y femeninos, siendo interna la fecundación. Las larvas, una vez en el exterior, permanecen a la deriva arrastrados por las corrientes varios días, más tarde se forma una larva plánula que, tras deambular tres semanas por la columna de agua marina, cae al fondo, se adhiere a él, y comienza su metamorfosis a la forma pólipo y la vida sésil. El pólipo secreta carbonato cálcico, que se va depositando en su parte basal para conformar un esqueleto, o coralito. Posteriormente, forman la colonia mediante la división de los pólipos por gemación. 